# Karlskrona grenadjärregemente
Karlskrona grenadjärregemente (I 7) var ett infanteriförband inom svenska armén som verkade åren 1902–1927. Förbandsledningen var förlagd i Karlskrona garnison i Karlskrona.

## Historik
Som en följd av försvarsreformen 1901 bildades regementet den 1 januari 1902, genom en sammanslagning av Smålands grenadjärkår och Blekinge bataljon. Regementet kom att stå för infanteribesättning i Karlskrona fästning. Regementet tilldelades beteckningen № 7, vilket var en beteckning som övertogs från Smålands grenadjärkår. 
I samband med 1914 års härordning justerades 1914 samtliga ordningsnummer inom armén. För till exempel Karlskrona grenadjärregemente innebar det att regementet blev tilldelad beteckningen I 7. Justeringen av beteckningen gjordes för att särskilja regementen och kårer mellan truppslagen. Det med bakgrund till att namn och nummer som till exempel № 3 Livregementets grenadjärkår och № 3 Livregementets husarkår kunde förefalla egendomliga för den som inte kände till att förbanden ifråga tillhörde skilda truppslag.
Genom försvarsbeslutet 1925 kom regementet att upphöra som självständigt förband och reducerades den 1 januari 1928 till ett detachement ingående i Kronobergs regemente. Detachementet utgjordes av Kronobergs regementes III. bataljon, med namnet Kronobergs regementes detachement i Karlskrona. Som en följd av försvarsbeslutet 1936 kom detachementet och bataljonen att avvecklas den 30 september 1939.

## Förläggningar och övningsplatser

### Förläggning
Regementets kasernetablissementet ritades av Erik Josephson, en arkitekt som ritat en stor del av arméns kaserner i samband med indragningen av indelningsverket och flyttningen från exercishedar till kaserner i garnisonsstäderna. Planering och byggnation av kasernetablissementet i Gräsvik leddes dock av ingenjör Cruse. Kasernetablissementet är uppfört efter Fortifikationens typritningar för infanteriet. Medan kasernetablissementen för infanteriet vid denna tid uppfördes med tre kaserner kom kasernetablissementet i Gräsvik endast uppföras med två kaserner. Bakgrunden var att varje kasern rymde en bataljon och Karlskrona grenadjärregemente utgjordes endast av två bataljoner. Kasernetablissementet består i huvudsak av två kaserner samt ett kanslihus, där den norra kasernen stod klar sommaren 1904, den östra kasernen stod klar 1905 och i januari 1906 var kanslihuset färdigt. Till den norra kasernen förlades regementets 1. bataljon, som var bataljonen från Smålands grenadjärkår. Till den östra kasernen förlades regementets 2. bataljon som var bataljonen från Blekinge bataljon. Kompanierna lades i nummerordning från bottenvåningen och uppåt. När kanslihuset var klart 1906, skedde en officiell invigning av kasernområdet då det även formellt överlämnades den 20 januari 1906. Underofficersmässen och beklädnadsförrådet flyttades från Bredåkra. År 1915 tillfördes kasernetablissementet två baracker från lägret vid Skillingaryds skjutfält för att klara förläggning av en ytterligare bataljon som skulle sättas upp vid regementet i överensstämmelse med 1914 års härordning. Barackerna ställdes upp på övre plan, det vill säga norr om det befintliga kasernetablissementet och kom under 1900-talets senare hälft utgöra skolbyggnad respektive filmsal/övningsförråd.
Efter att regementet avvecklades 1927 kom kasernerna att användas av Kronobergs regementes detachement i Karlskrona och efter att bataljonen upplöstes i september 1939 kom kasernerna att hysa landstormsförband innan de övertogs av Karlskrona kustartilleriregemente (KA 2). År 1981 lämnades kasernerna som sedan såldes 1984 till Karlskrona kommun. Sedan 1989 är kasernområdet huvudcampus för Blekinge tekniska högskola.

### Övningsplatser
Vid bildandet av regementet 1902 övertogs mötes- och övningsplatsen vid Bredåkra hed utanför Ronneby. Efter att regementet flyttade in i kaserner 1906 kom Bredåkra hed fram till 1916 att kvarstå som övningsplats. Från 1916 till regementets avveckling 1927 vapenövades regementet vid Rosenholm, vilket även var övningsplats för bataljonen åren 1928–1939.

## Heraldik och traditioner
Efter att regementet avvecklades den 31 december 1927 kom fanan att föras vidare av Kronobergs regementes detachement i Karlskrona. Efter att bataljonen upplöstes den 30 september 1939 kom regementets traditioner och fana föras vidare av Kronobergs regemente (I 11).  Regementets traditioner fördes fram till 1997 vidare av Kronobergs regemente. Regementet hade två förbandsmarscher, "Finska rytteriets marsch" (okänd) och "Erzherzog Albrecht (Komzak). "Finska rytteriets marsch" kom även från 1916 att användas av Norrbottens regemente. Båda marscherna antogs 1912 av Karlskrona grenadjärregemente.

### Förbandsfanor
Vid bildandet av regementet den 1 januari 1902 stod regementet utan både fana och heraldiskt vapen. År 1905 beslutades att regementet skulle överta Smålands grenadjärkårs fana vilken överlämnades till regementet den 16 juni 1905. Vid sidan om den fanan fanns även två fanor som regementet övertagit från det tidigare upplösta Marinregementet. Dessa två fanor hade segernamnen Hogland (1788) samt Svensksund (1790).

### Segernamn
Karlskrona grenadjärregemente ärvde sina segernamn från Smålands grenadjärkår, som i sin tur härstammade från Smålands husarregemente. Segernamnen fastställdes av olika fankommittéer bestående av krigshistoriker, men eftersom fanorna och standaren så sällan byttes ut fick en del enheter aldrig någon ny fana innan de lades ned. Därför fick Karlskrona grenadjärregemente aldrig de segernamn som de egentligen var berättigade till på en egen fana.

- Wallhof (1626),
- Werben (1631)
- Breitenfeld 1631)
- Lützen (1632)
- Oldendorf (1633)
- Wittstock (1636)
- Golomb (1656)
- Gnesen (1656)
- Warschau (1656)
- Frederiksodde (1657)
- Bält (1658)
- Lund (1676)
- Landskrona (1677)
- Kliszów (1702)
- Pultusk (1703)
- Warschau (1705)
- Holowczyn (1708)
- Helsingborg (1710)
- Svensksund (1790)

## Förbandschefer
Regementschefer verksamma vid regementet åren 1902–1927.
- 1902–1911: Christofer Lemchen
- 1911–1925: Axel Meister
- 1925–1927: Ernst Lind af Hageby

## Namn, beteckning och förläggningsort
| Kungl. Karlskrona grenadjärregemente | 1902-01-01 | – | 1927-12-31 |

| № 7 | 1902-01-01 | – | 1914-09-30 |
| I 7 | 1914-10-01 | – | 1927-12-31 |

| Ronneby garnison (F)       | 1902-01-01 | – | 1906-01-19 |
| Karlskrona garnison (F)    | 1906-01-20 | – | 1927-12-31 |
| Bredåkra (Ö)               | 1902-01-01 | – | 1914-06-24 |
| Rosenholms övningsfält (Ö) | 1914-06-25 | – | 1927-12-31 |

## Galleri

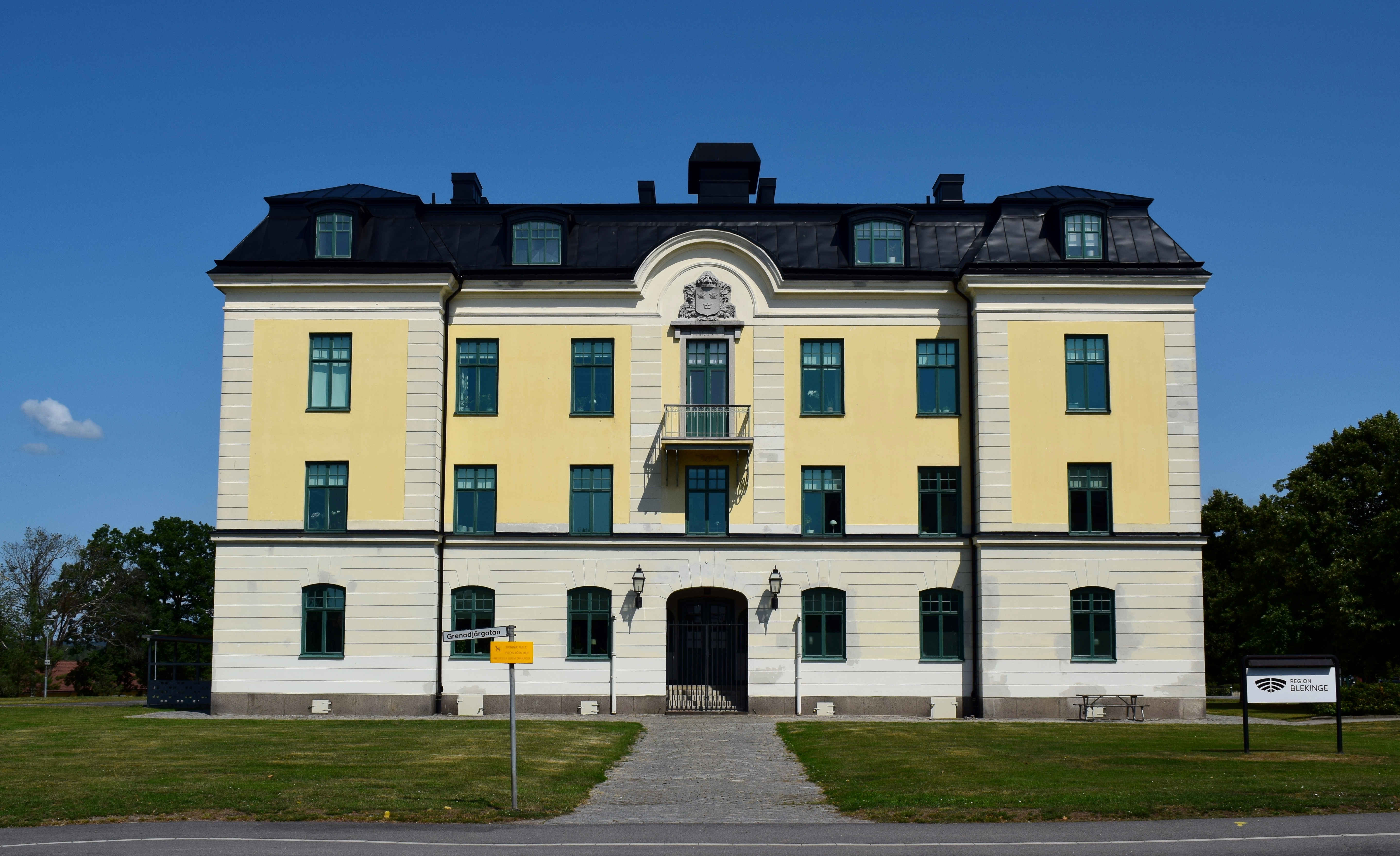
Kanslibyggnaden i Gräsvik.
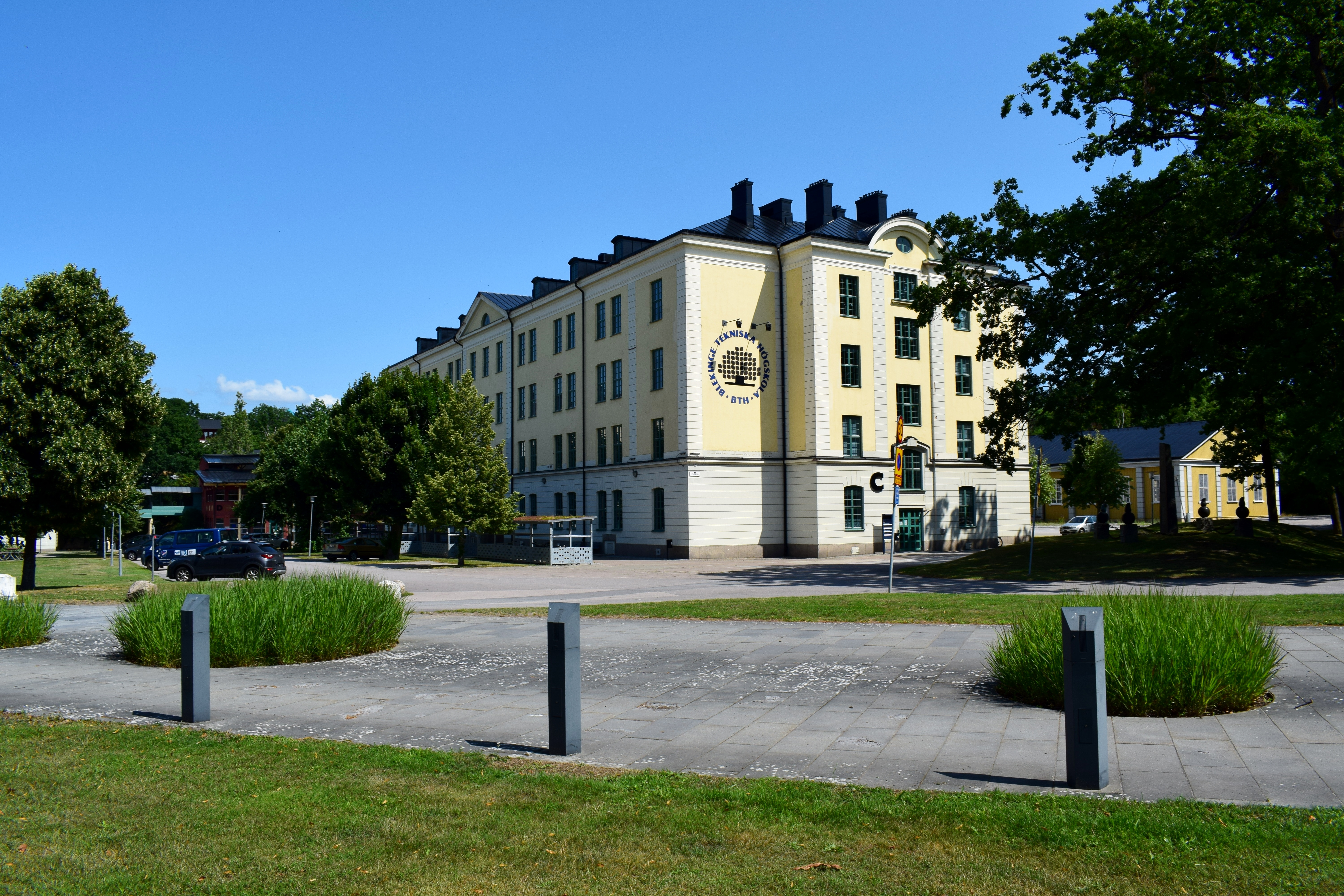
Östra kasernen i Gräsvik.
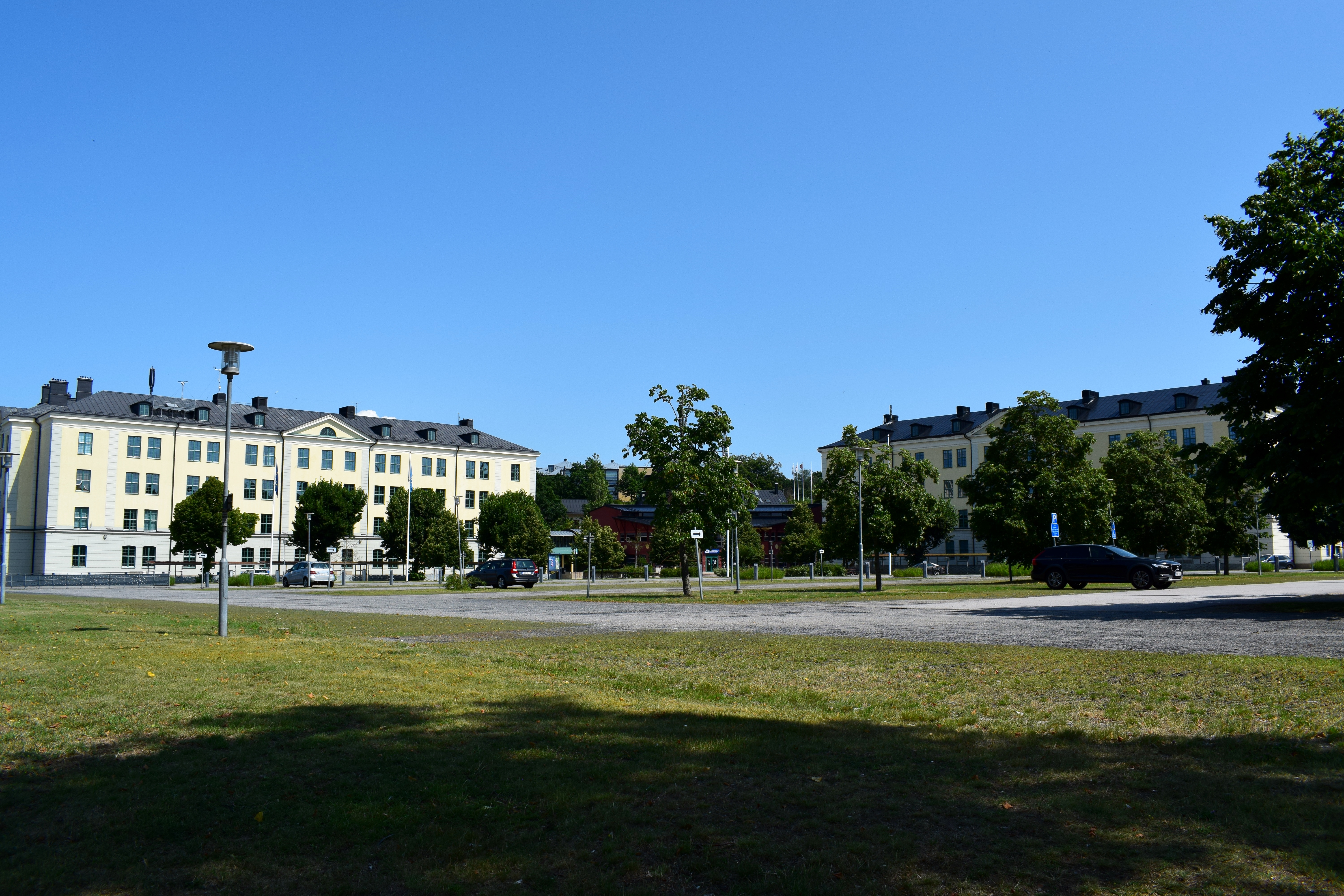
Norra och Östra kasernen i Gräsvik
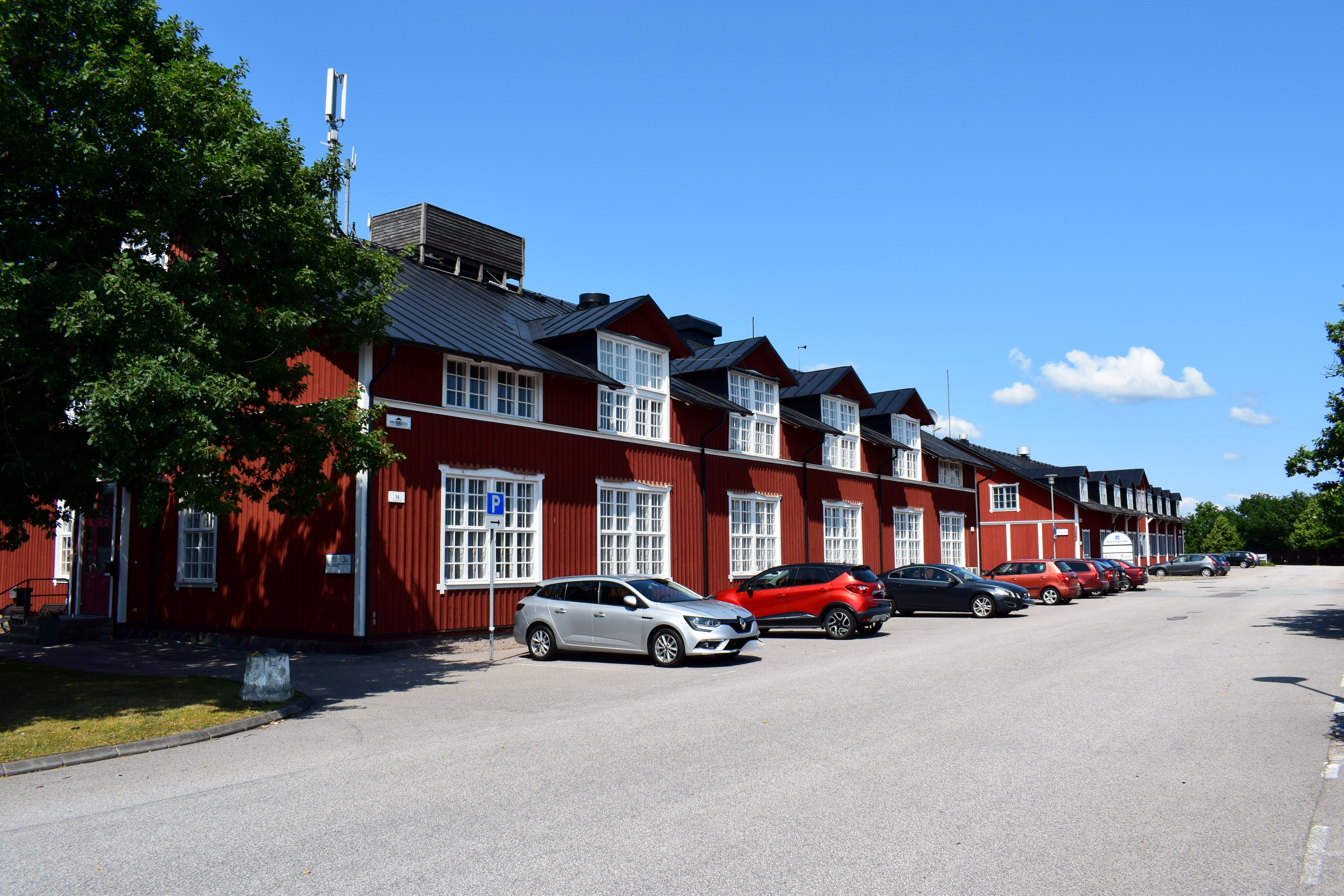
Lägerhyddor flyttade till Gräsvik från Skillingaryd.
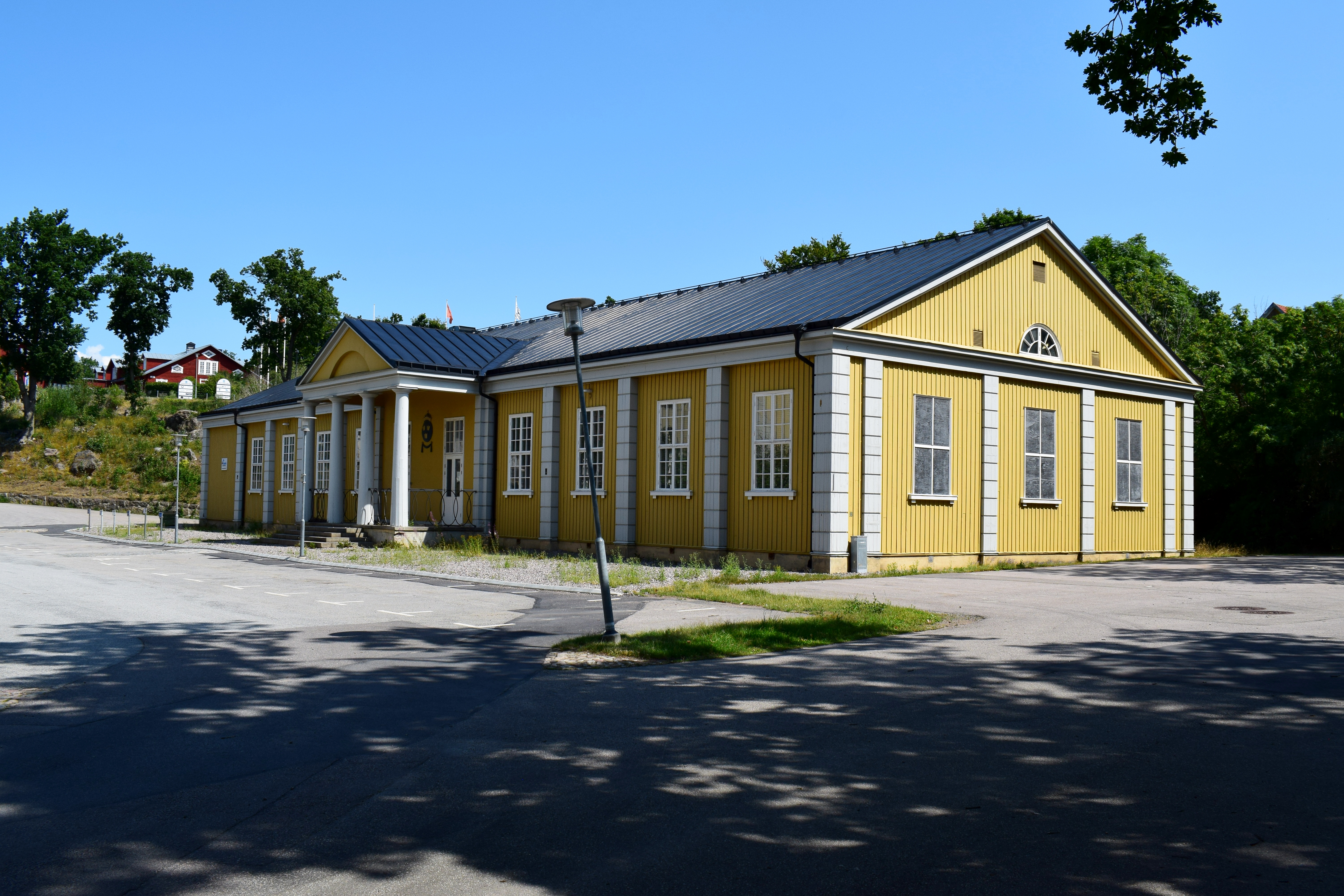
Underofficersmässen? i Gräsvik.
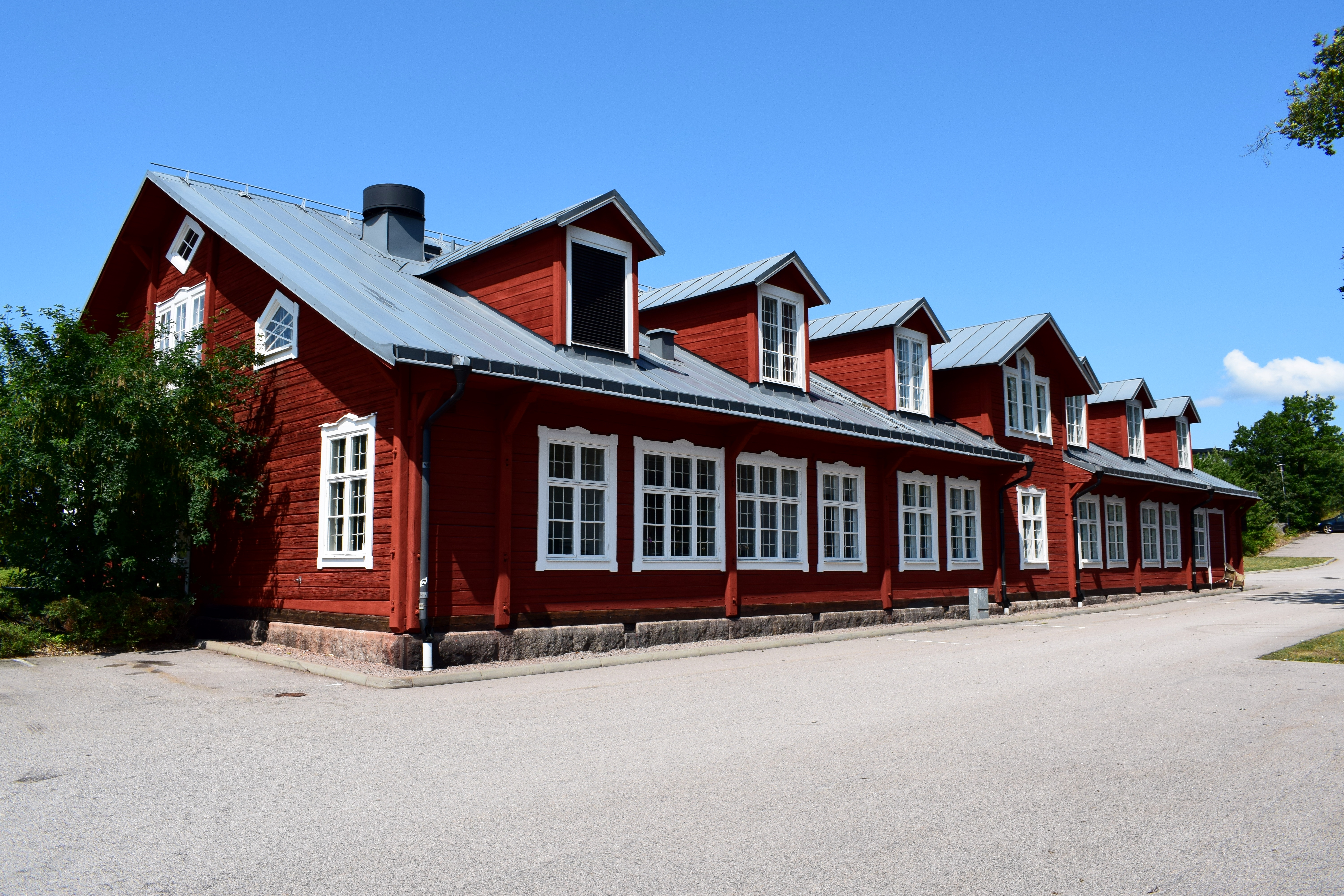
Byggnad (okänd funktion) i Gräsvik.
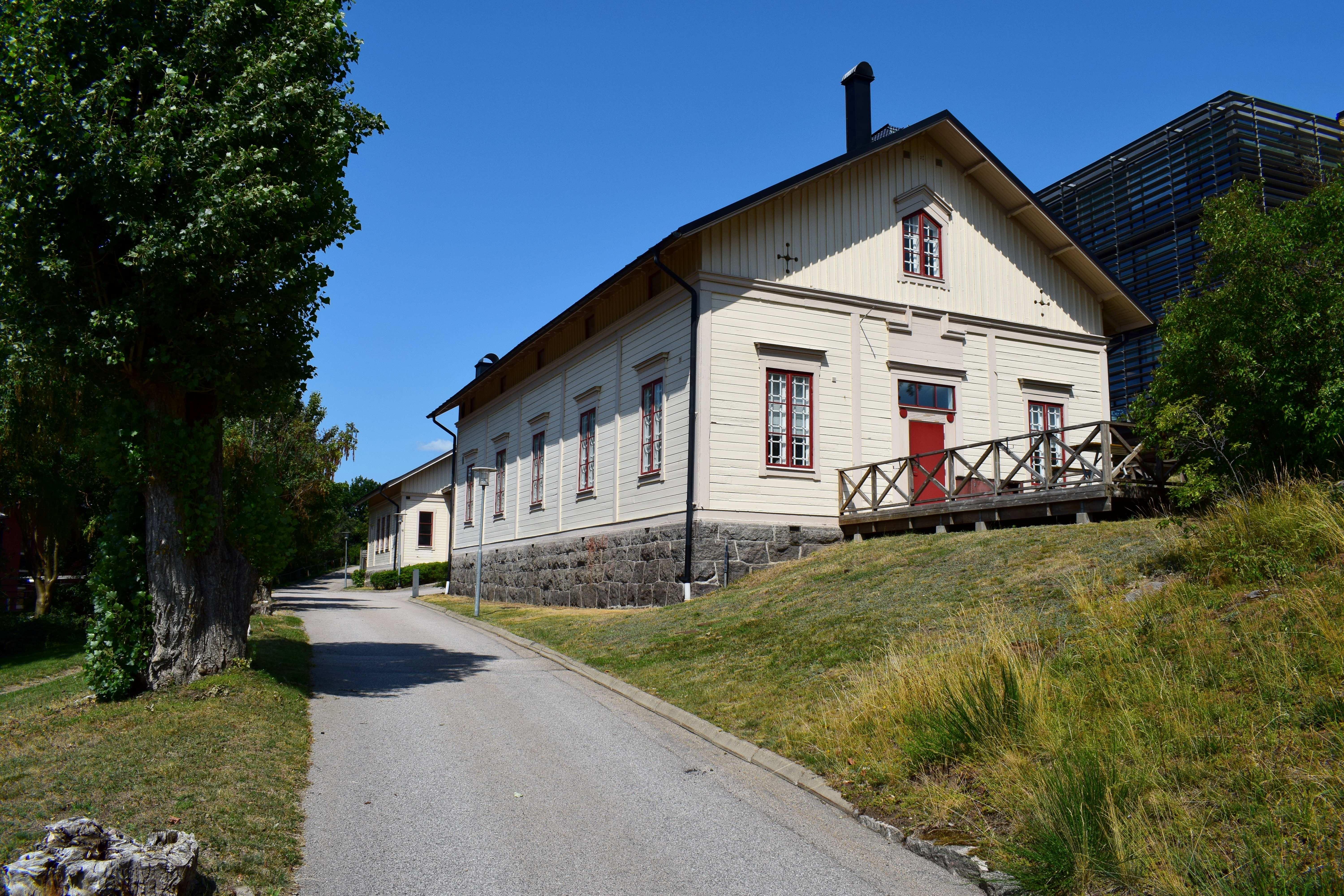
Byggnader (okänd funktion) i Gräsvik.
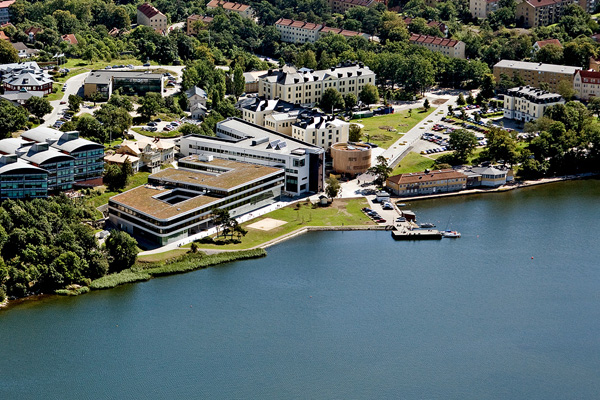
Karlskrona grenadjärregementes kasernetablissement, numera bland annat Blekinge tekniska högskolas Campus Gräsvik.
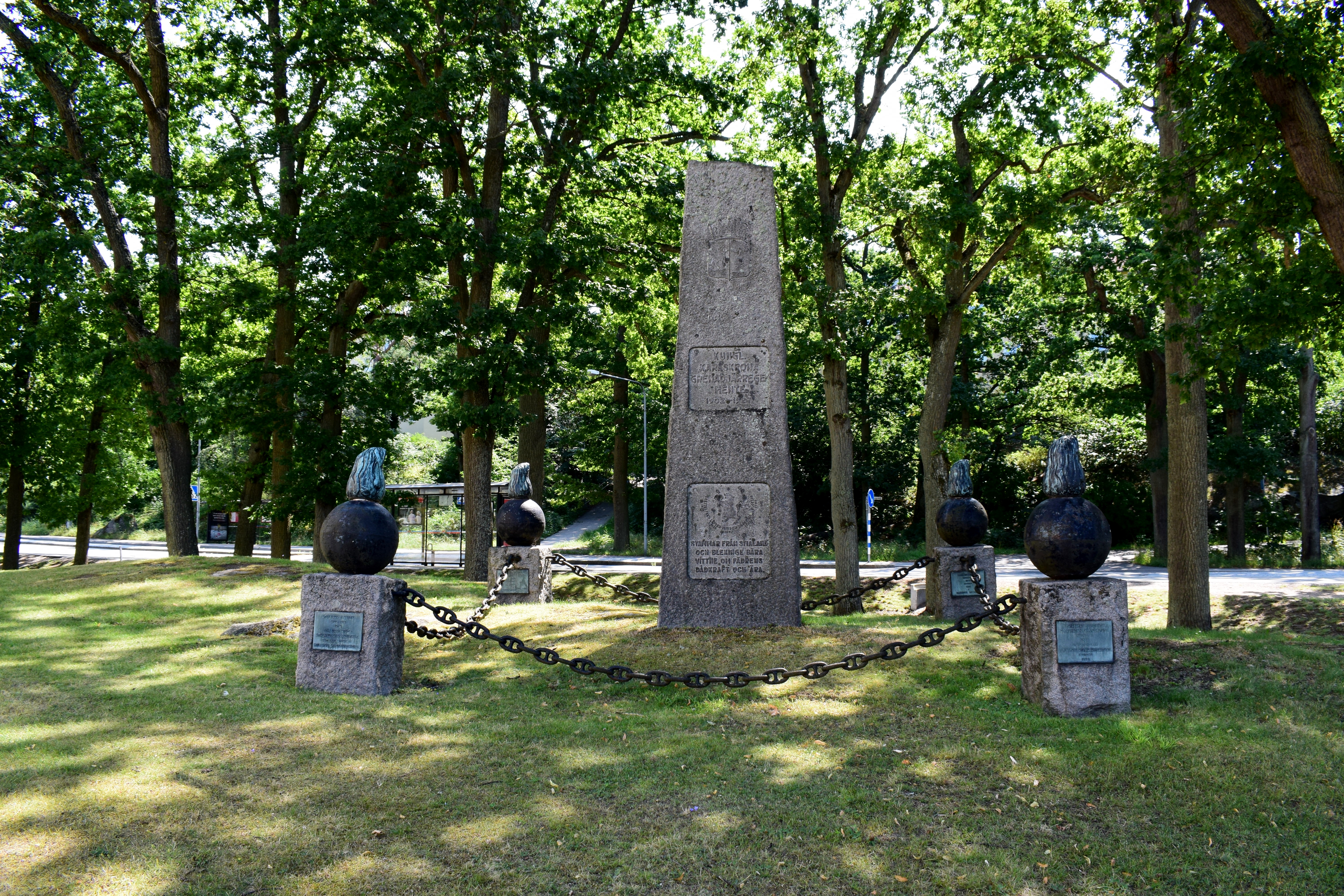
Minnessten över Karlskrona grenadjärregemente rest i Gräsvik.